# János Szász
János Szász (ur. 14 marca 1958 w Budapeszcie) – węgierski reżyser i scenarzysta filmowy, pracujący również w teatrze. Wyreżyserował kilkanaście filmów fabularnych i krótkometrażowych. 
Jego drugi film fabularny Woyzeck (1994) zdobył wiele międzynarodowych nagród, w tym Europejską Nagrodę Filmową dla odkrycia roku. Sukcesem artystycznym było również kolejne dzieło Szásza, Bracia Witmanowie (1997), które miało swoją premierę w sekcji "Un Certain Regard" na 50. MFF w Cannes. Szász został laureatem Kryształowego Globusa na MFF w Karlowych Warach za film Duży zeszyt (2013).